# Digonis alba
Digonis alba är en fjärilsart som beskrevs av Butler 1882. Digonis alba ingår i släktet Digonis och familjen mätare. Inga underarter finns listade i Catalogue of Life.